# Orthosia bastula
Orthosia bastula är en sydamerikansk fjärilsart som beskrevs av William Schaus 1906. Arten placeras i släktet Orthosia, eller släktet Elaphria inom familjen nattflyn. Inga underarter finns listade i Catalogue of Life.